# Shorea mujongensis
Shorea mujongensis är en tvåhjärtbladig växtart som beskrevs av Peter Shaw Ashton. Shorea mujongensis ingår i släktet Shorea och familjen Dipterocarpaceae. Inga underarter finns listade i Catalogue of Life.